# Филипчик, Олег Викторович
Олег Викторович Филипчик (род. 12 июня 1968) — советский и российский актёр. Заслуженный артист Российской Федерации (2016).

## Биография
В 1989 году окончил Высшее театральное училище имени М. С. Щепкина, курс В. А. Сафронова.
С 1989 года — актёр театра им. Ермоловой.

## Творчество

### Театр драмы имени Ермоловой
Принимал участие в спектаклях:
«Холопы», «Я есть, ты есть, он есть», «Хищница», «Женщина вне игры», «Костюмерша», «Эксцентричный детектив», «Бедность не порок», «Грамматика любви», «Снежная королева», «Лев зимой», «Архив графини Д», «Жизнь моя, иль ты приснилась мне», «Царь Максимилиан», «Измена», «САЛЬЕРИ FOREVER („Маленькие трагедии“)», «Медведь. Предложение», «Обманщики» и др.

### Спектакли и роли текущего репертуара
- В. Безруков «Александр Пушкин» — Нащокин
- А. С. Пушкин «Барышня-крестьянка» — Муромский
- А. Н. Островский «Бешеные деньги» — Телятев
- А. Н. Островский, П. Невежин «Блажь» — Баркалов
- Б. Шоу «Вечер комедии» — Он
- Н. В. Гоголь «Женитьба» — Жевакин
- П. Устинов «Фотофиниш» — Томми

### Работы в кино и на телевидении
- 1988 — Холопы — Гришуха, внук солдата
- 1990 — Ай лав ю, Петрович — Дрюня
- 1993 — Маленькие человечки Большевистского переулка, или Хочу пива — Паша, муж Наташи
- 2003 — Антикиллер 2: Антитеррор
- 2003 — Другая женщина, другой мужчина — электрик в больнице
- 2003 — Третий вариант — сержант
- 2005 — Туристы — Виталий
- 2006 — Аэропорт-2 — Сергей Сулимов, сотрудник службы безопасности
- 2006 — Подруга банкира — хозяин клуба
- 2006—2007 — Женская лига
- 2007 — Таксистка-4
- 2006—2017 — Паутина — Пётр Греков
- 2008 — Смальков. Двойной шантаж — Михаил
- 2010 — Ёлки — Пётр, муж Тамары
- 2011 — Без следа (2-я серия) — Василий Савочкин
- 2012 — Одна за всех
- 2012 — Без срока давности (7-я серия «Яблочный джем») — Анатолий Калугин
- 2013 — Осторожно, дети!
- 2013 — Между нами девочками — Виктор, сотрудник Елены
- 2013 — Поцелуйте невесту — Андрей Гаврилович
- 2014 — Дорога без конца — Вова
- 2019 — Чёрная лестница (4-я серия) — Лев Борисович Кривошеев
- 2021 — Мастер — Семёныч
- 2021 — Кукловод — Андрей Потапов
- 2022 — Детектор — Болотов
- 2023 — Папины дочки. Новые — Пётр Семёнович, начальник Вениамина
- 2024 — Плевако — Елизарьев

### Работа в рекламе
- Кетчуп «Uncle Ben`s»
- Рис «Uncle Ben`s»
- Пиво «Золотая Бочка» (4 видео и постеры)
- Стиральный порошок «Тайд»
- Ресторан «McDonald’s» (2 видео)
- Продукция компании «Нижфарм»
- Страховая компания «Росно» (3 видео),
- Растительное масло «Reddy» (видео и наружная реклама)
- Леденцы от кашля «Колдрекс Лари Плюс»
- Шоколадные батончики «Твикс»
- Вермишель «Роллтон»
- Ипотечные кредиты банка «КИТ ФИНАНС» (Спой про ипотеку) и др.